# Polregio
Polregio (precedentemente Przewozy Regionalne) è una compagnia ferroviaria polacca, responsabile del trasporto passeggeri locale e interregionale. Ogni giorno circolano circa 3.000 treni regionali. Nel 2002 ha trasportato 215 milioni di passeggeri.
L'azienda è stata fondata nel 2001 dalla suddivisione del settore trasporto passeggeri, dell'ex operatore unico ferroviario statale Polskie Koleje Państwowe in diverse imprese per soddisfare i requisiti dell'Unione Europea.

## Categorie dei treni

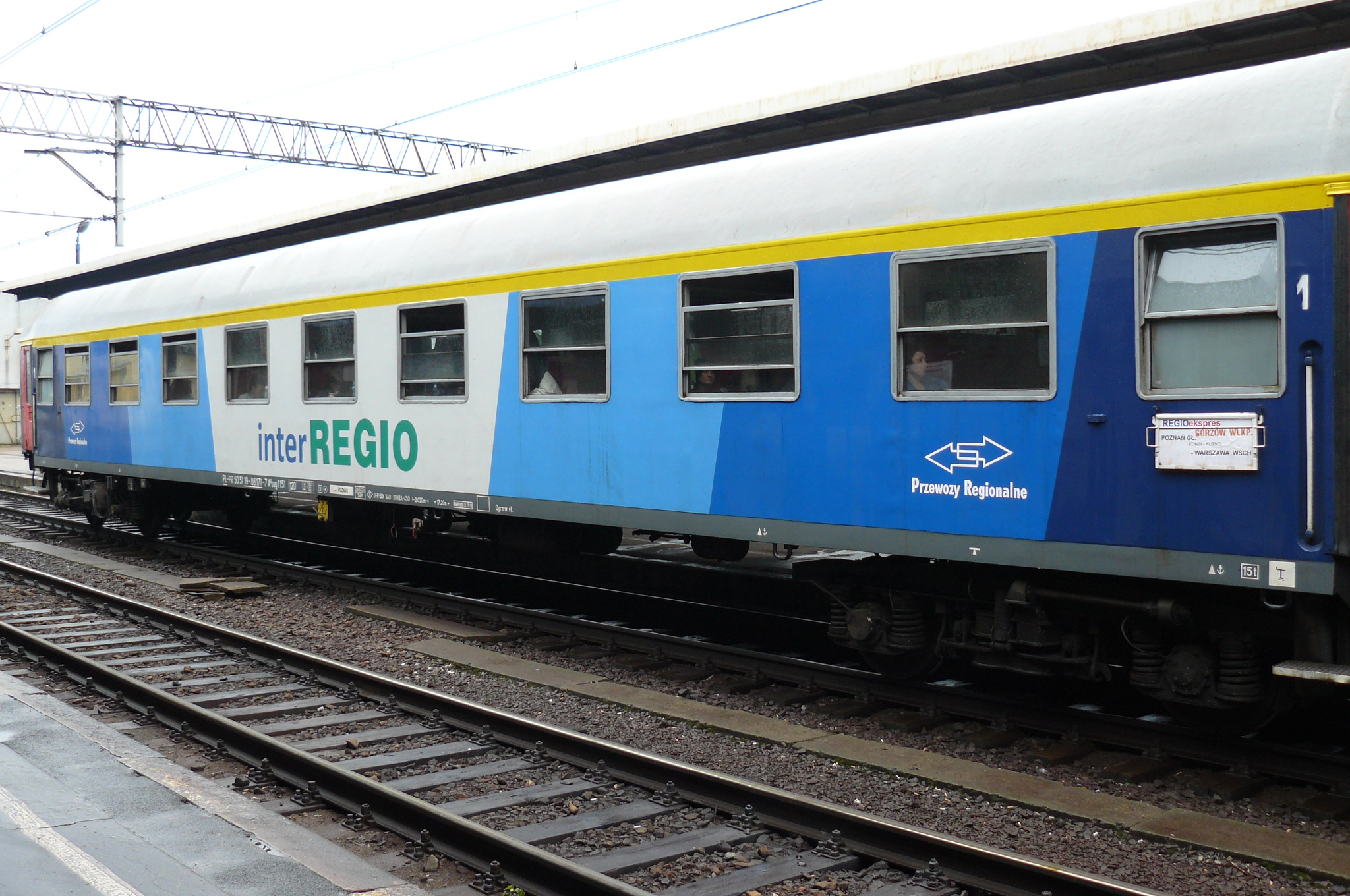
Una tipica carrozza InterRegio

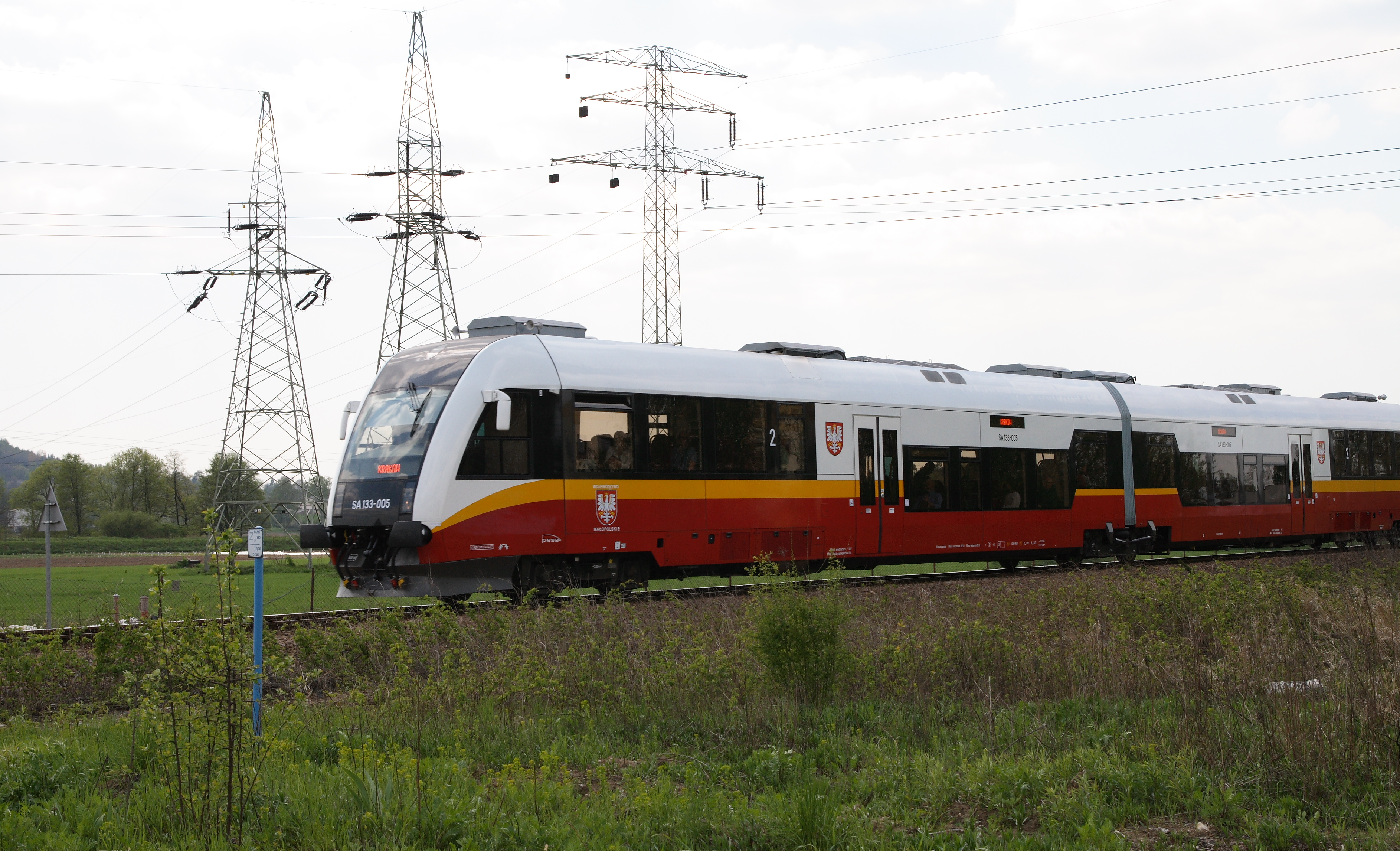
Un'unità SA133 operante come Balice Ekspres per l'aeroporto internazionale di Cracovia (maggio 2007)

REGIO (R)
treno passeggeri locale, solo 2ª classe, ferma (solitamente) in tutte le stazioni
REGIOplus
treno passeggeri locale semi-veloce, solo 2ª classe, fermate in un numero limitato di stazioni, utilizzano la stessa tariffa dei treni Regio
interREGIO (IR)
treno veloce interregionale low cost, solo 2ª classe, ferma solo nelle stazioni medie e grandi; dal 1º settembre 2015 solo sulle tratte Łódź – Varsavia ed Ełk – Grodno (Bielorussia), a causa della situazione economica e della ristrutturazione della compagnia.
REGIOekspres (RE)
treni veloci su tratte internazionali; fermano solo nelle stazioni principali; 1ª e 2ª classe, hanno standard più elevati dei treni IR; attualmente sono presenti solo sulle tratte: Dresda Hbf - Wrocław Główny e Francoforte - Poznań (entrambe gestite da DB Regio sulla parte tedesca della tratta con treni noti come RegionalExpress)
Dal 26 maggio 2006 al 1º febbraio 2014, Polregio ha gestito anche un servizio di collegamento ferroviario aeroportuale (il primo di tutta la Polonia) chiamato Balice Ekspres, che collega l'aeroporto internazionale Giovanni Paolo II di Cracovia-Balice con la stazione ferroviaria centrale di Cracovia. Il servizio cessò quando la linea ferroviaria fu potenziata ed elettrificata, venendo poi rilevata da Koleje Małopolskie per la sua linea SKA1.
Per le tratte nazionali, i treni IR e RE condividono la stessa tariffa per la 2a classe (il che significa che è possibile salire su un treno RE con un biglietto IR e viceversa). Ad eccezione dei due treni RegioEkspres sopra menzionati, su nessuno dei treni di Polregio è richiesta la prenotazione.
Fino al 1° dicembre 2008 la società gestiva anche altri 300 treni veloci interregionali e internazionali (pociąg pospieszny), ma per decisione del governo, i treni veloci interregionali e internazionali furono trasferiti all'allora società affiliata, PKP Intercity, e rinominati "Tanie Linie Kolejowe".

## Proprietà
Fino al 22 dicembre 2008 Przewozy Regionalne era una consociata interamente controllata dal Gruppo PKP; dopo tale data tutte le sue azioni sono state trasferite ai 16 governi regionali. Pertanto la società non fa più parte del gruppo PKP e sulle tratte interregionali i suoi treni InterRegio sono in concorrenza con i treni Intercity di PKP.
L'8 dicembre 2009 ha definitivamente cambiato il suo nome da PKP Przewozy Regionalne a Przewozy Regionalne e nel gennaio 2017 la società ha iniziato a utilizzare il marchio POLREGIO per i suoi servizi.

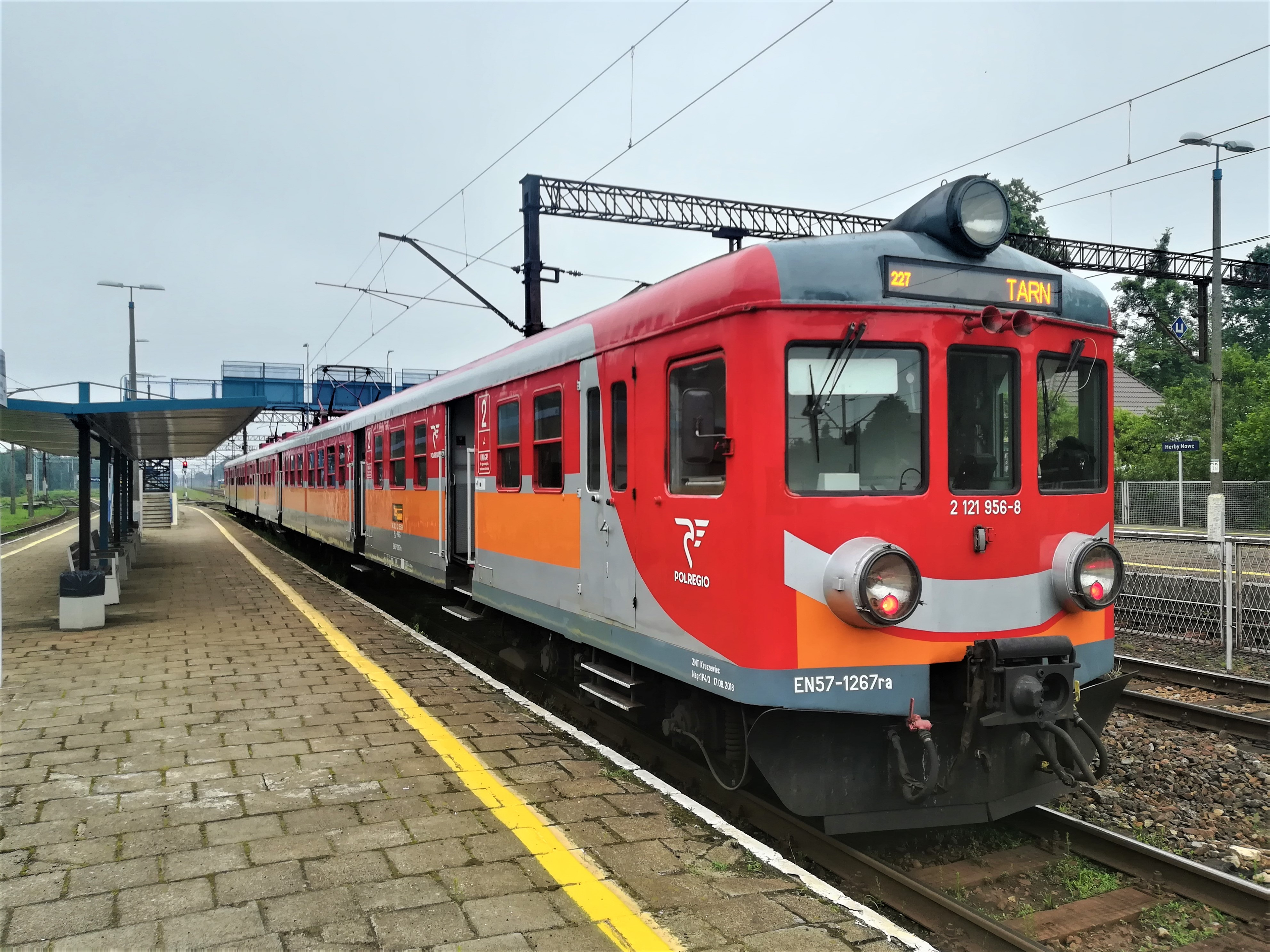
EN57-1267
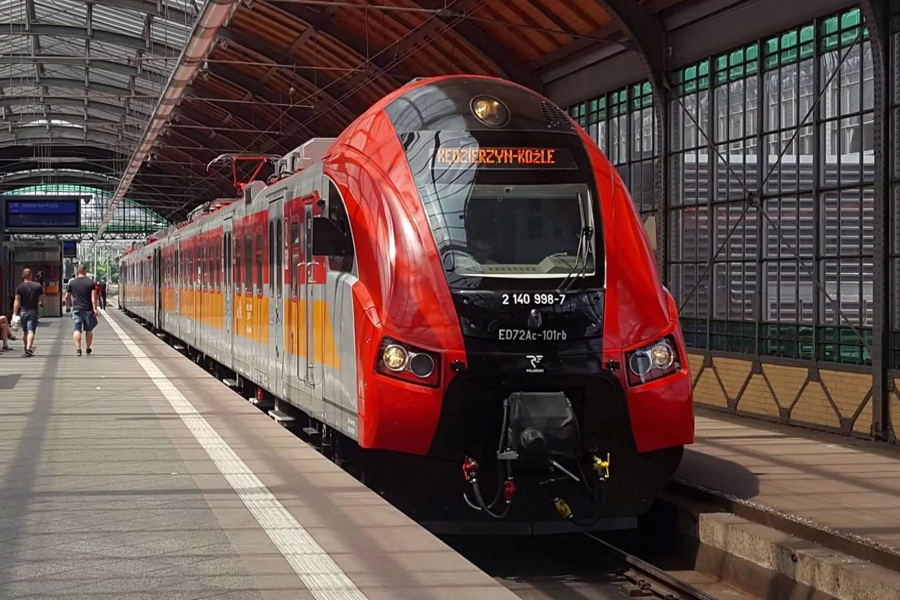
ED72Ac-002
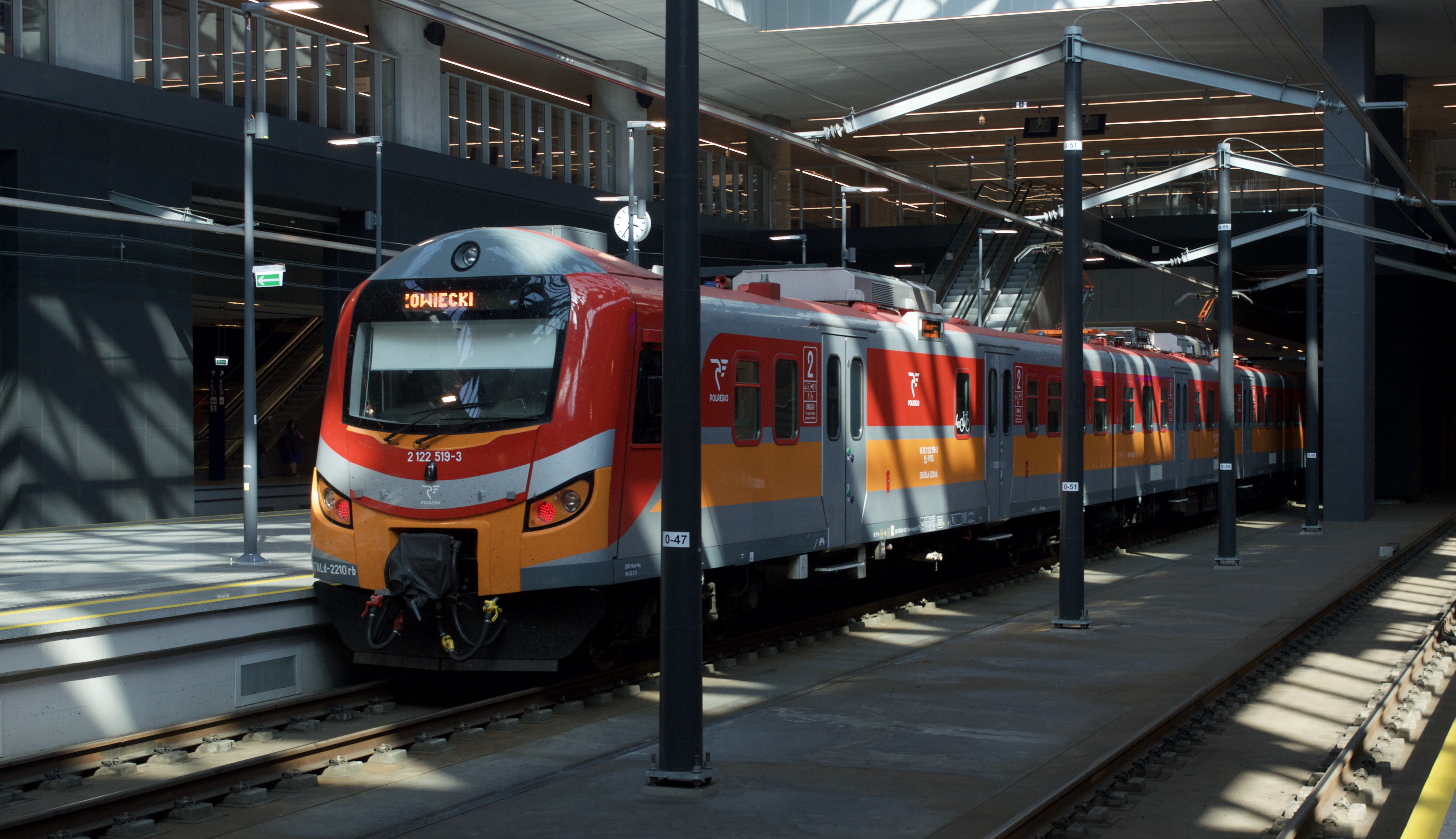
EN57AL-2210
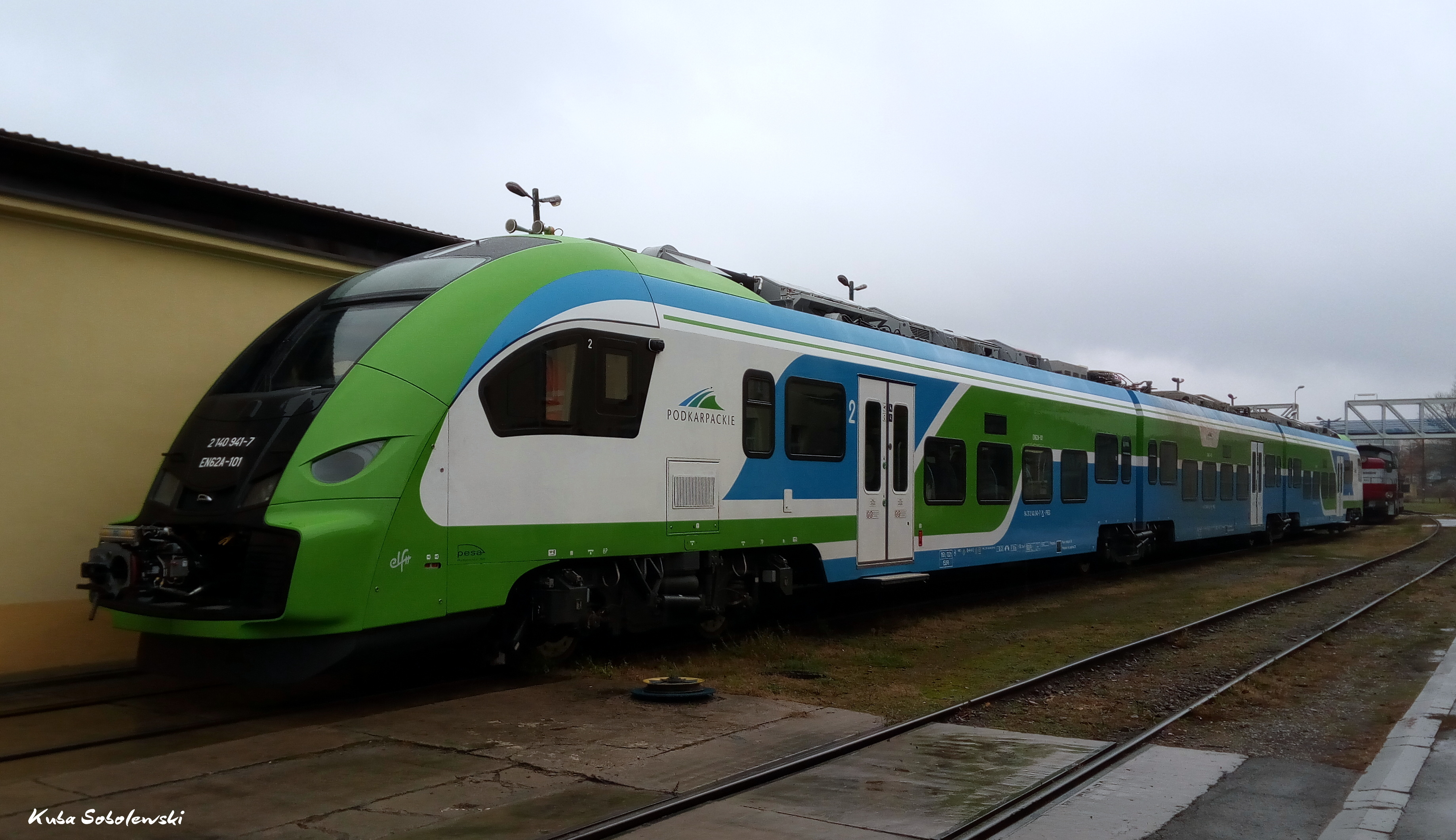
EN62A-101
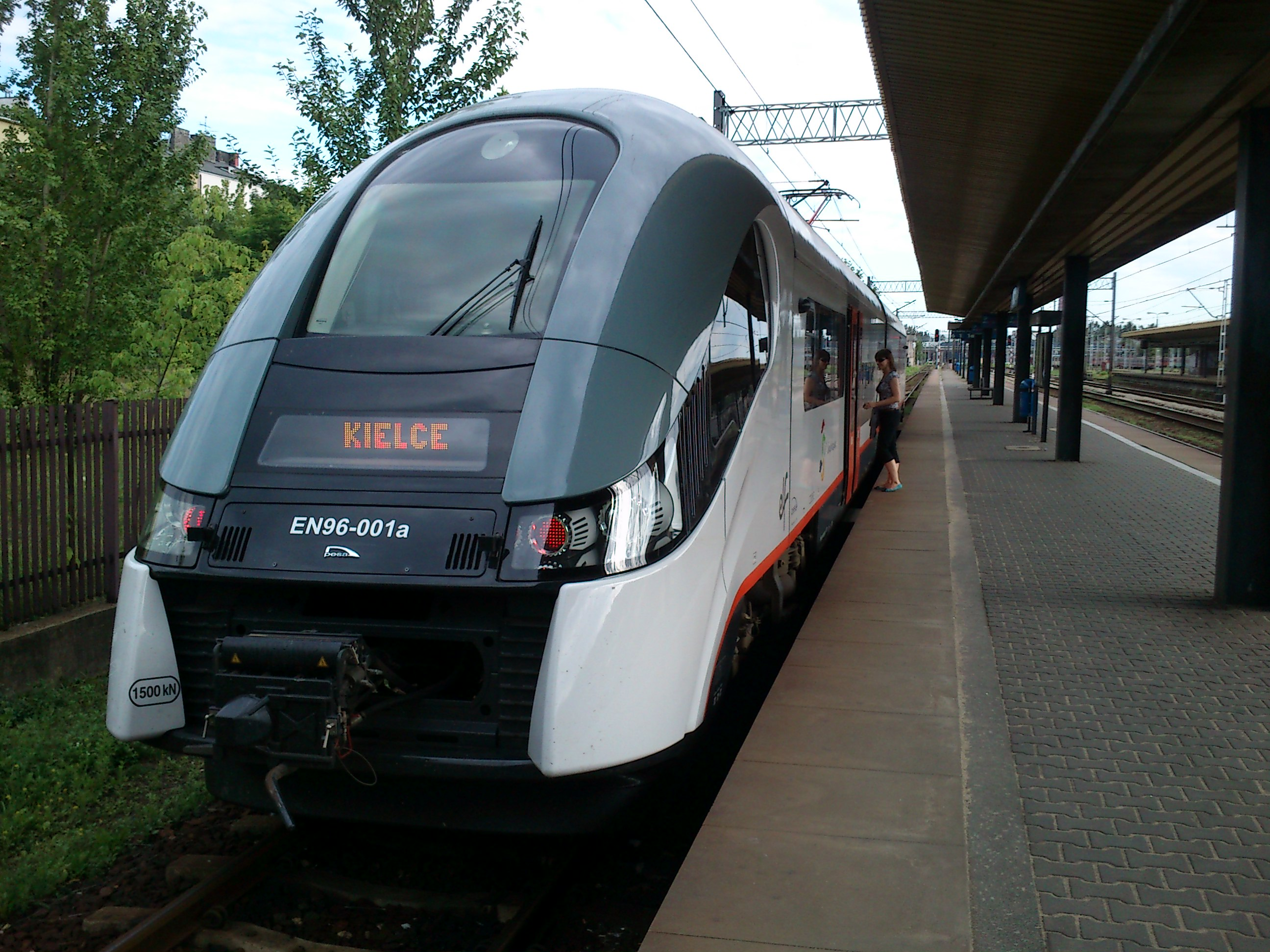
IT96-001
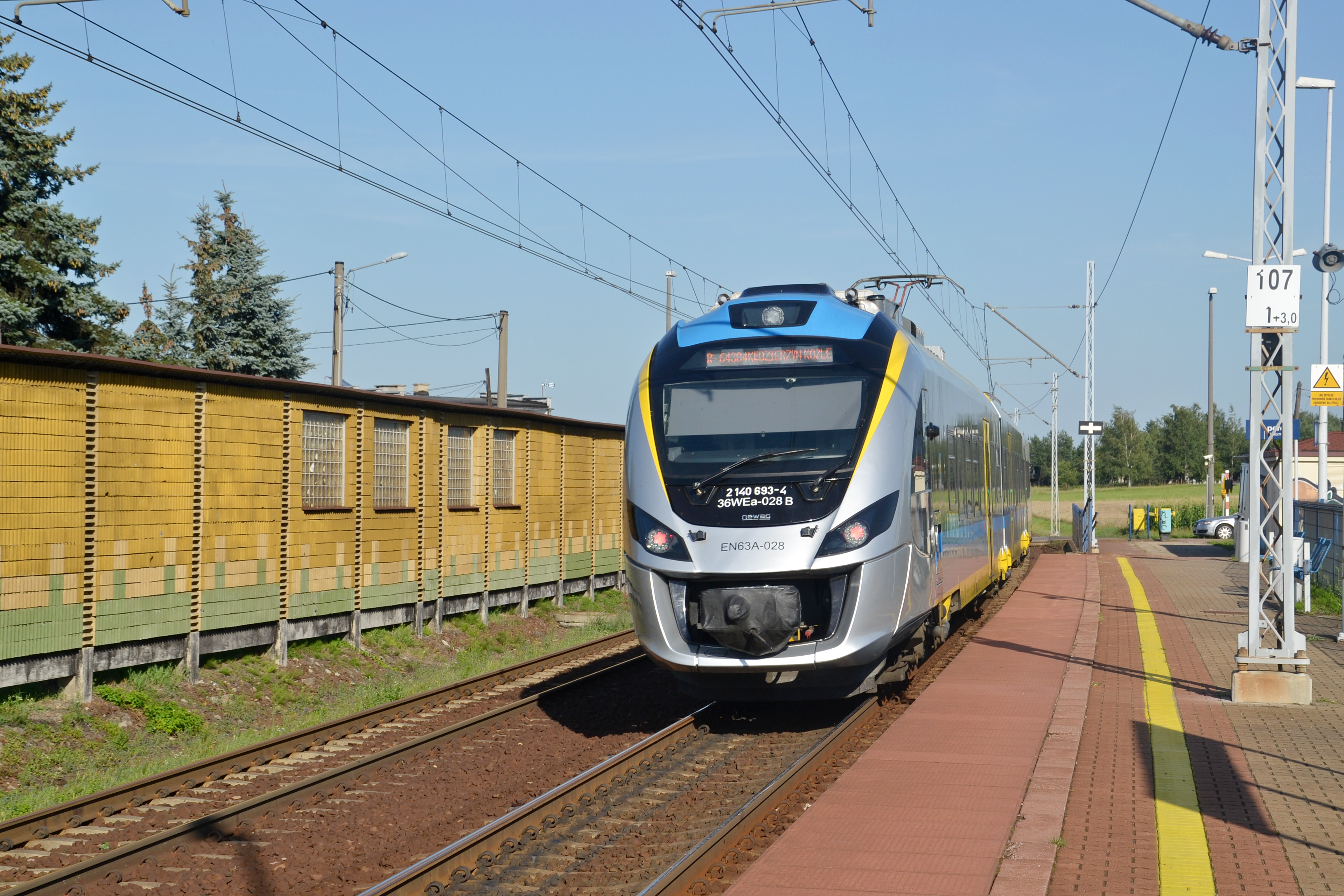
EN63A-028
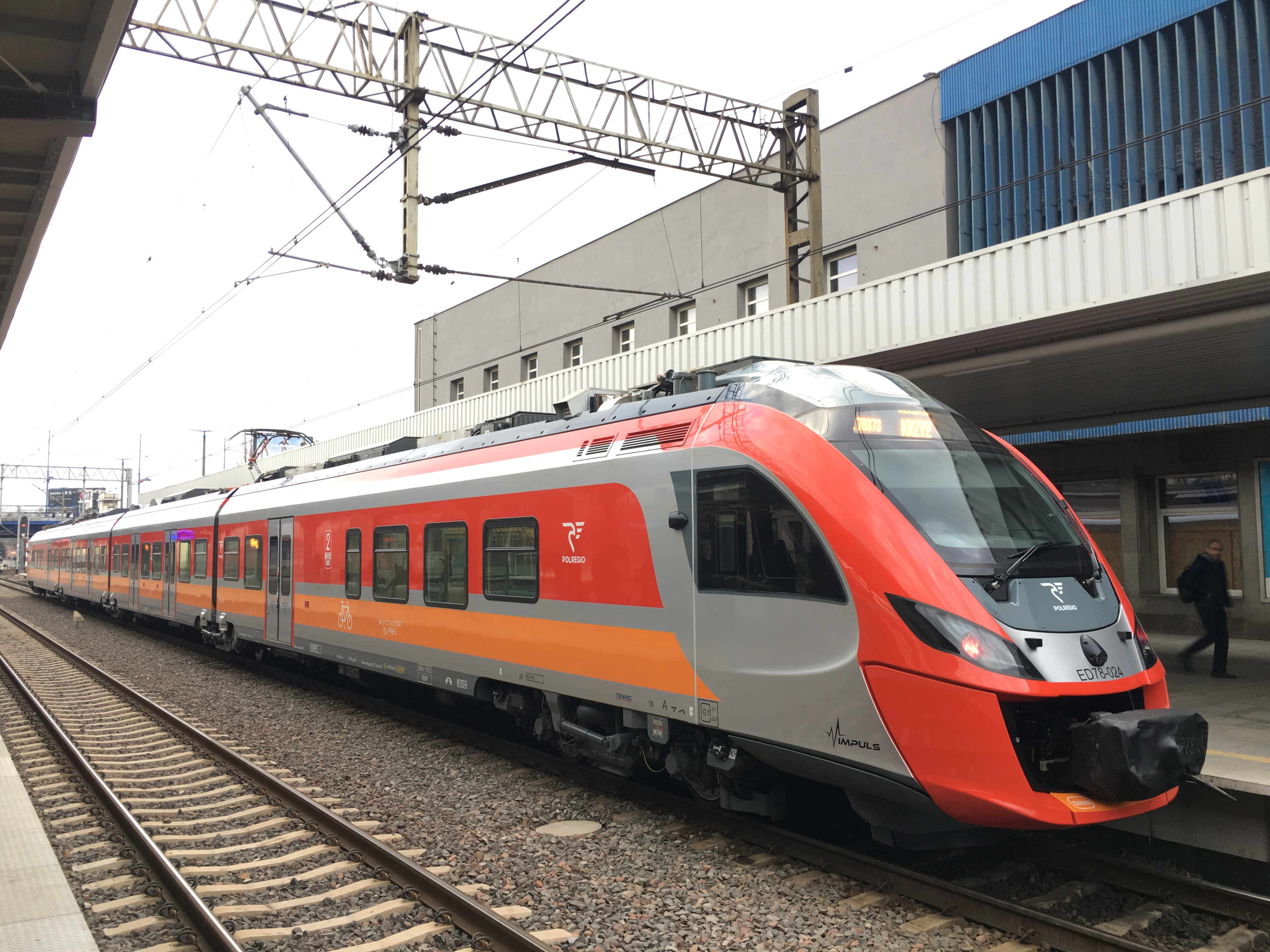
ED78-024
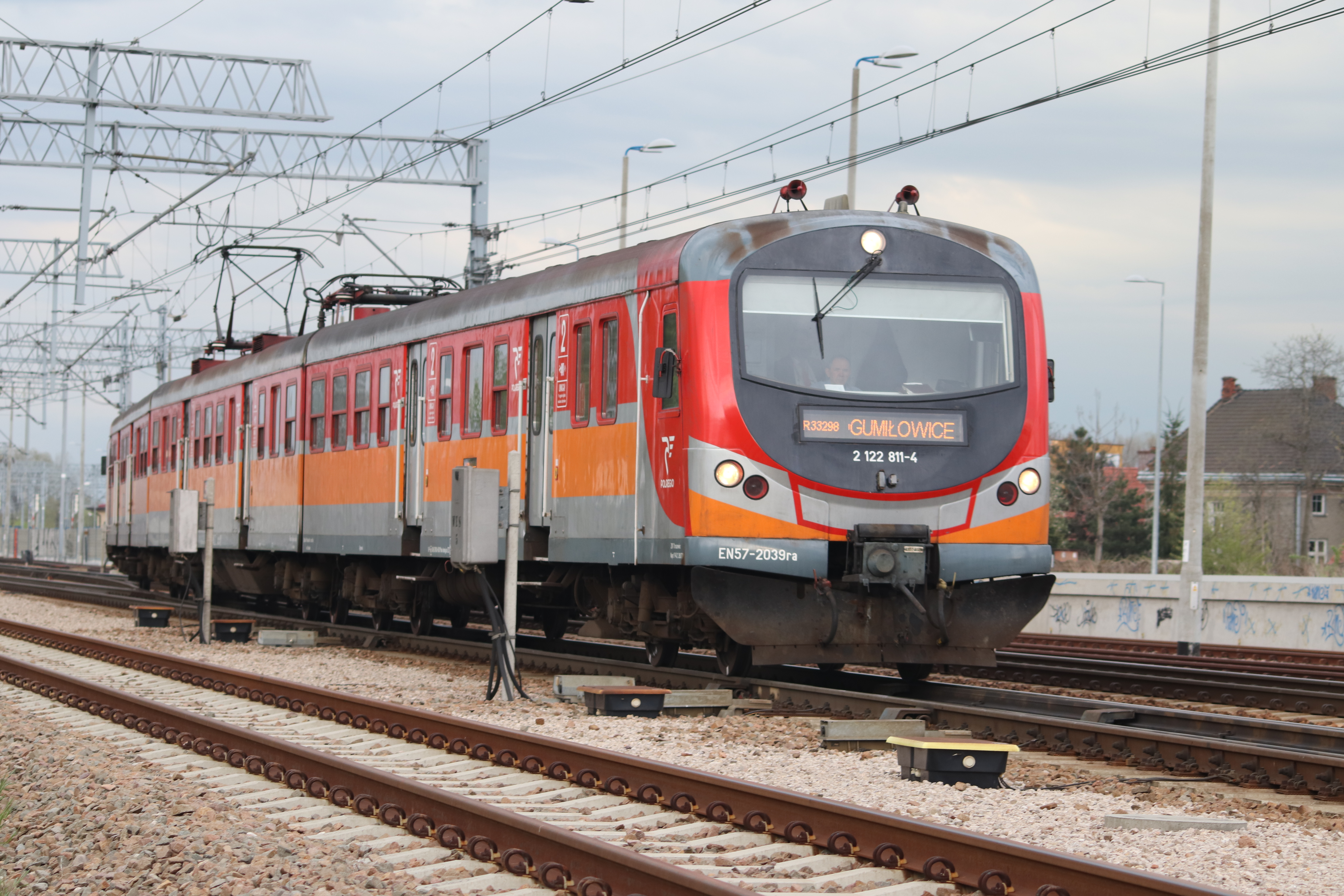
EN57-2039

| Tipo                          | Numero | Velocità | Produttore | Modernizzazione       |
| ----------------------------- | ------ | -------- | ---------- | --------------------- |
| EN57 e le sue modernizzazioni | 211    | 110 km/h | Pafawag    |                       |
| EN57 e le sue modernizzazioni | 75     | 110 km/h | Pafawag    | Pesa, ZNTK MM, Newag  |
| EN57 e le sue modernizzazioni | 65     | 120 km/h | Pafawag    | ZNTK Mińsk Mazowiecki |
| EN57 e le sue modernizzazioni | 14     | 120 km/h | Pafawag    | ZNTK Mińsk Mazowiecki |
| EN57 e le sue modernizzazioni | 23     | 120 km/h | Pafawag    | ZNTK Mińsk Mazowiecki |
| EN57 e le sue modernizzazioni | 3      | 120 km/h | Pafawag    | ZNTK Mińsk Mazowiecki |
| EN57 e le sue modernizzazioni | 4      | 120 km/h | Pafawag    | Newag                 |
| EN57 e le sue modernizzazioni | 4      | 120 km/h | Pafawag    | Newag                 |
| EN57 e le sue modernizzazioni | 14     | 120 km/h | Pafawag    | HCP FPS               |
| EN71                          | 20     | 110 km/h | Pafawag    |                       |
| ED72 e le sue modernizzazioni | 9      | 110 km/h | Pafawag    |                       |
| ED72 e le sue modernizzazioni | 4      | 110 km/h | Pafawag    | ZNTK Mińsk Mazowiecki |
| ED72 e le sue modernizzazioni | 2      | 120 km/h | Pafawag    | ZNTK Mińsk Mazowiecki |
| ED72 e le sue modernizzazioni | 6      | 120 km/h | Pafawag    | ZNTK Mińsk Mazowiecki |
| EN62                          | 1      | 160 km/h | Pesa       |                       |
| EN62A                         | 5      | 160 km/h | Pesa       |                       |
| EN64                          | 5      | 160 km/h | Pesa       |                       |
| EN76                          | 6      | 160 km/h | Pesa       |                       |
| EN76A                         | 2      | 160 km/h | Pesa       |                       |
| EN81                          | 2      | 120 km/h | Pesa       |                       |
| EN96                          | 4      | 160 km/h | Pesa       |                       |
| EN96A                         | 4      | 160 km/h | Pesa       |                       |
| EN99                          | 4      | 160 km/h | Pesa       |                       |
| EN61                          | 1      | 110 km/h | Newag      |                       |
| EN63                          | 1      | 160 km/h | Newag      |                       |
| EN63A                         | 41     | 160 km/h | Newag      |                       |
| EN63B                         | 8      | 160 km/h | Newag      |                       |
| ED78                          | 30     | 160 km/h | Newag      |                       |
| EN90                          | 10     | 160 km/h | Newag      |                       |
| EN98                          | 3      | 160 km/h | Newag      |                       |
| Totale: 581                   |        |          |            |                       |

- EN57-1267
- ED72Ac-002
- EN57AL-2210
- EN62A-101
- IT96-001
- EN63A-028
- ED78-024
- EN57-2039

### Locomotive elettriche
(aggiornamento al 15 giugno 2020)
| Tipo      | Numero | Velocità | Produttore | Modernizzato |
| --------- | ------ | -------- | ---------- | ------------ |
| EP07P     | 5      | 125 km/h | Pafawag    | ZNLE-Gliwice |
| Totale: 5 |        |          |            |              |

### Locomotive a diesel
(aggiornamento al 15 giugno 2020)
| Tipo       | Numero | Velocità | Produttore | Modernizzato |
| ---------- | ------ | -------- | ---------- | ------------ |
| SM42       | 11     | 90 km/h  | Fablok     |              |
| SU42       | 7      | 90 km/h  | Fablok     | ZNTK         |
| SM04       | 5      | 30 km/h  | Zastal     |              |
| Totale: 23 |        |          |            |              |

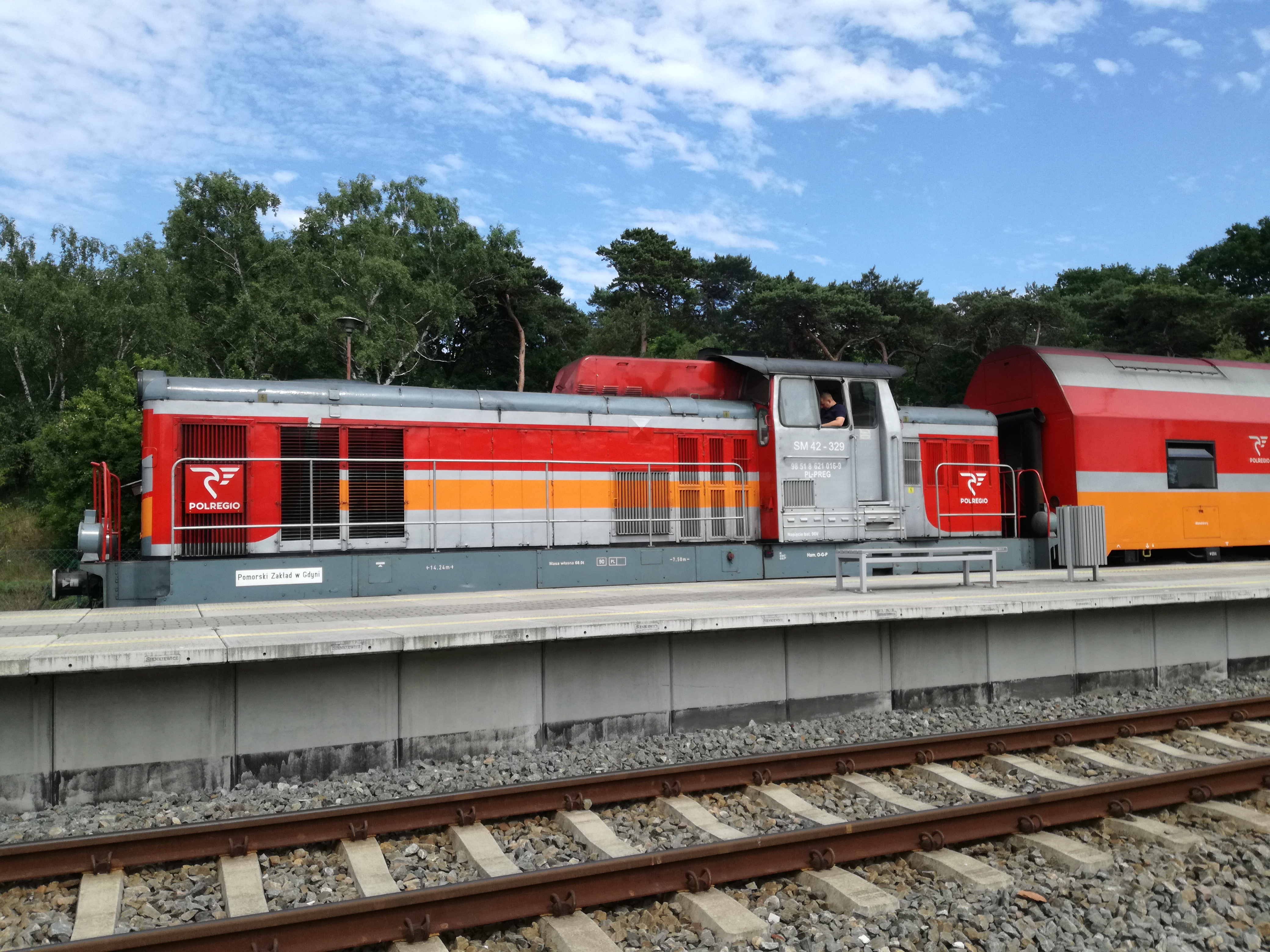
SM42-3229
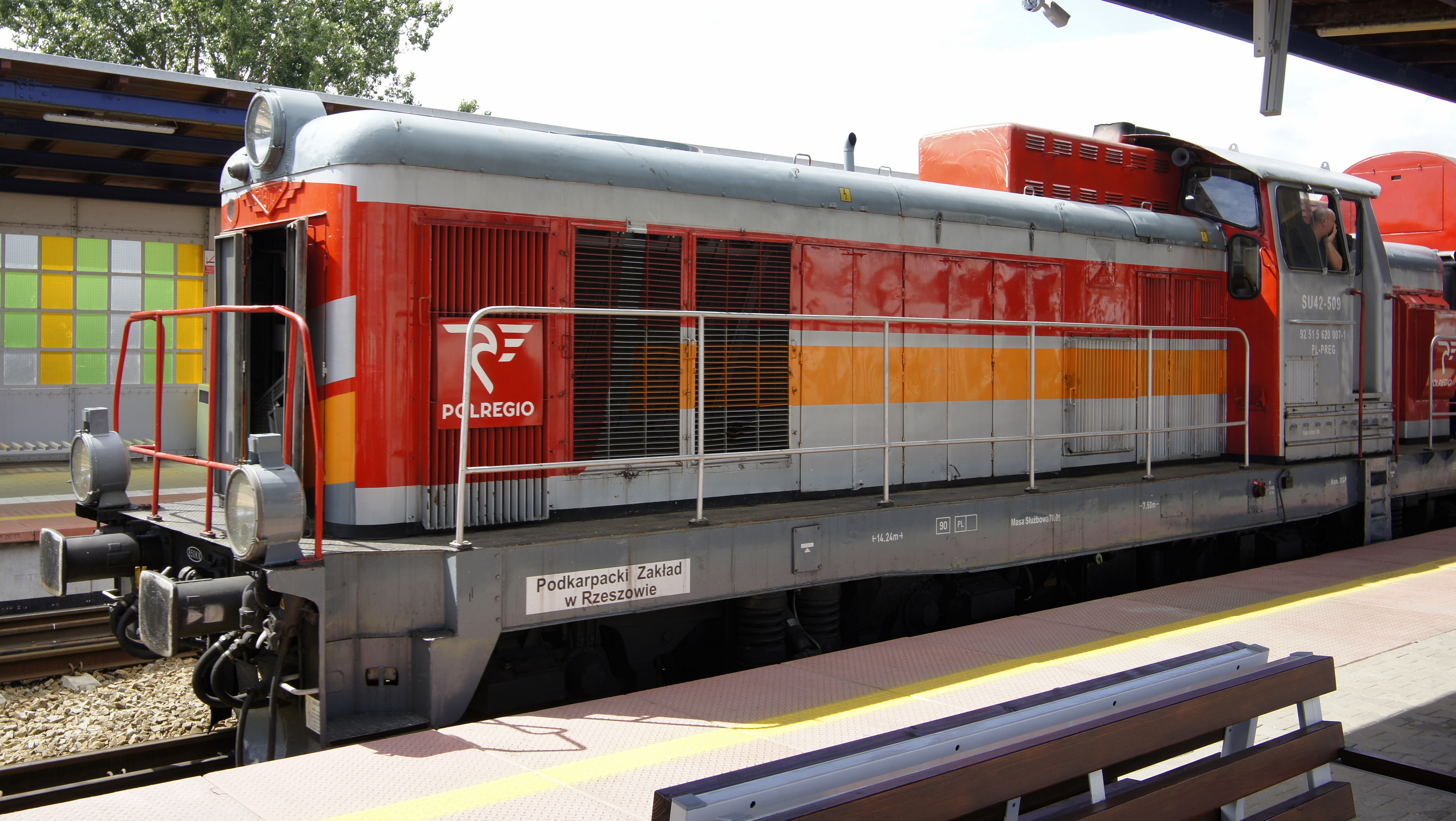
SU42
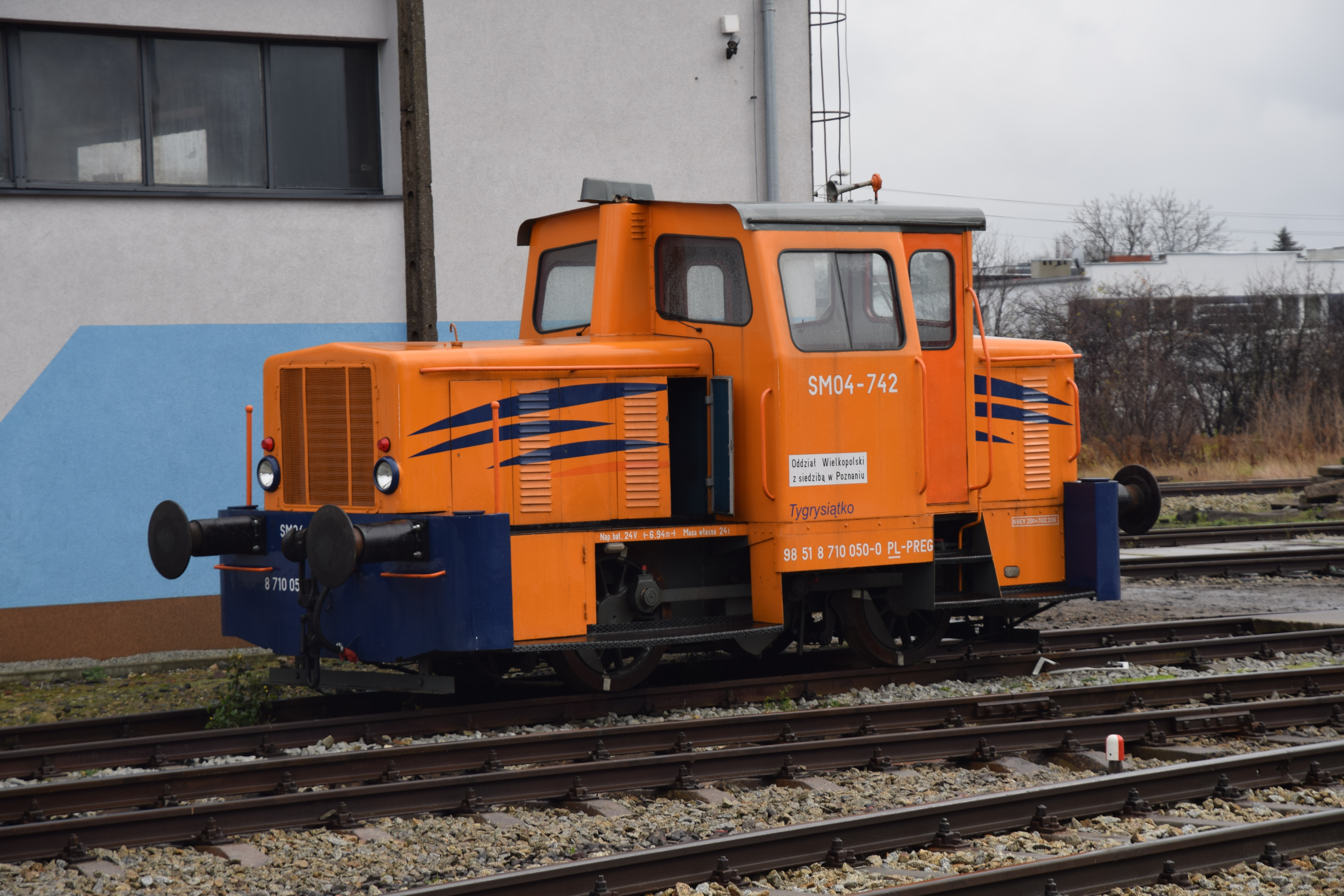
SM04-742

### Carrozze
(aggiornamento al 15 giugno 2020)
| Tipo       | Numero | Velocità | Produttore               | Modernizzatore |
| ---------- | ------ | -------- | ------------------------ | -------------- |
| 120A       | 9      | 120 km/h | Pafawag                  |                |
| Bmnopux    | 18     | 120 km/h | Waggon- und Maschinenbau | Pesa           |
| 161A       | 5      | 160 km/h | H. Cegielski – Poznań    | Pesa           |
| 162A       | 6      | 160 km/h | H. Cegielski – Poznań    | Pesa           |
| 163A       | 5      | 160 km/h | H. Cegielski – Poznań    | Pesa           |
| 113Aa      | 2      | 160 km/h | H. Cegielski – Poznań    | Pesa           |
| Totale: 45 |        |          |                          |                |

## Incidenti
Il 5 ottobre 2023, verso le 7 del mattino, due treni Polregio si sono scontrati nei pressi della stazione di Gdynia-Główna. Secondo le informazioni fornite dai servizi di emergenza, l'incidente ha causato il ferimento di quattro persone, tra dei cui membri del personale ferroviario.
Nell'incidente ferroviario di Szczekociny del 2012, un treno InterREGIO e un treno Intercity PKP entrarono in collisione nei pressi di Szczekociny.

## Riferimenti
1. ↑  (PL) przewozyregionalne.pl,  http://www.przewozyregionalne.pl/node/18425. URL consultato il 18 September 2015.
2. ↑   polregio.pl,  http://polregio.pl/en/for-travelers/informations/regional-transport-turns-into-polregio/.